# La La (instrumental)
"La La" é uma canção instrumental da banda britânica do rock Led Zeppelin. Foi gravado durante as sessões para o segundo álbum da banda, no Olympic Studios, em 14 de abril de 1969, mas permaneceu inédita até 2014, quando foi incluída na versão reeditada (deluxe e super deluxe) do álbum Led Zeppelin II, lançado em 2014.

## Créditos
- Jimmy Page – guitarra
- John Paul Jones – baixo elétrico, órgão Hammond
- John Bonham – bateria